# Прібета
Прібета (словац. Pribeta) — село в окрузі Комарно Нітранського краю Словаччини. Площа села 42,8 км². Станом на 31 грудня 2015 року в селі проживало 2849 жителів.

## Історія
Перші згадки про село датуються 1312 роком.

## Населення
| Рік:            | 1994. | 2004.   | 2014.   | 2024.   |
| --------------- | ----- | ------- | ------- | ------- |
| Кількість осіб: | 3197  | 3060    | 2901    | 2635    |
| Різниця:        |       | -4,28 % | -5,19 % | -9,16 % |

| Рік:            | 2023. | 2024.   |
| --------------- | ----- | ------- |
| Кількість осіб: | 2665  | 2635    |
| Різниця:        |       | -1,12 % |